# Die Tiere aus dem Talerwald
Die Tiere aus dem Talerwald war eine wöchentliche Kinderzeitschrift, die auf der Zeichentrickserie Als die Tiere den Wald verließen sowie der Buchreihe zu diesem Film basierte und Kinder an Themen rund um Natur und Umwelt heranzuführen versuchte. Von 1994 bis 1996 erschienen 130 Ausgaben sowie zwei Weihnachtssonderhefte. Die Heftreihe erschien in Großbritannien als Farthing Wood Friends, beide Versionen erschienen bei Eaglemoss Publications.

## Rubriken
- Geschichten aus dem Talerwald: Die Geschichten der Zeichentrickserie wurden anhand von Originalbildern nacherzählt. Mit Heft 67 begann dabei die Handlung der dritten Staffel, die zu diesem Zeitpunkt noch nicht im Fernsehen gelaufen war. Einige Figuren erhielten im Deutschen daher voneinander abweichende Namen in Heften und Serie (Rasch statt Flitzi, Laird statt Lustig). Nachdem auch diese Geschichten auserzählt waren, folgten solche, die vor dem Beginn der Serie im Talerwald spielten und deutlich textlastiger waren.
- Alles über…: Eine bestimmte Tierart oder -gattung wurde vorgestellt. Die Einleitung erfolgte dabei aus der Sicht eines Exemplars des entsprechenden Tieres.
- Zeichne mal: Eine Zeichenvorlage und -anleitung für das Bild einer bestimmten Figur der Serie.
- Talerwald-Pinnwand: Eine Doppelseite mit Leserzeichnungen und Geschichten (Fanfiction), die zuerst in Heft 19 an Stelle von Zeichne mal erschien und sich fortan in unregelmäßigen Abständen mit dieser Rubrik abwechselte. Im Lauf der Serie wurde Zeichne mal immer seltener.
- Entdeckungsreise: Ein doppelseitiges Bild in der Heftmitte, das jeweils die Tiere und zum Teil auch Pflanzen eines bestimmten Lebensraumes zeigte. Auf der nächsten Seite folgten nähere Erläuterungen.
- Augen auf und mitgemacht!: Hauptsächlich Bastelanleitungen, die jeweils auch Wissen und Erkenntnisse über Naturthemen zu vermitteln versuchten.
- Wusstest du schon: Eine Doppelseite mit ungewöhnlichen Fakten und Rekorden aus der Natur, die jeweils unter einem bestimmten Oberthema standen.
- Weißhirschpark-Kurier: Ab Heft 71 wurde Wusstest du schon durch diese im Zeitungsstil gestaltete Doppelseite mit „Meldungen“ aus der Tierwelt ersetzt.
- Rätsel + Spiele: Vier Seiten mit Rätseln und Spielanleitungen am Schluss des Heftes.
- Hier wird's bunt: Ein Ausmalbild mit Motiven aus der Serie auf der Heftrückseite.

Jedes Heft hatte zudem eine bestimmte Beilage wie Poster, Sticker oder Bastelbögen. Die letzten beiden Hefte beinhalteten die meisten der genannten Rubriken nicht mehr, stattdessen gab es einen Index mit Verweisen auf alle in den Heften beschriebenen Tier- und Pflanzenarten.

## Anmerkung
In der Heftreihe – einschließlich ihres Titels – wurde für die Heimat der Tiere konsequent die Schreibweise Talerwald benutzt, gegenüber Thalerwald in der Fernsehserie sowie in der im Bastei-Verlag erschienenen Comicreihe Als die Tiere den Wald verließen.